# 奥野信太郎
奥野 信太郎（おくの しんたろう、1899年〈明治32年〉11月11日 - 1968年〈昭和43年〉1月15日）は、日本の中国文学者、随筆家。与謝野晶子門下の歌人。子爵・橋本綱常の孫。慶應義塾大学教授。

## 経歴
出生から修学期
1899年、東京市麹町区紀尾井町生まれ。父は陸軍少将・奥野幸吉。母・政子は子爵橋本綱常の娘。したがって橋本左内は大伯父に当たる。
番町小学校（現・千代田区立番町小学校）卒業。13歳の頃、浅草の叔母の家に預けられて芝居に熱中、永井荷風に心酔する。父の命で陸軍士官学校を受けたがわざと失敗、浅草オペラに耽溺する。続いて旧制第一高等学校も受験するが失敗し、荷風を慕って慶應義塾大学文学部予科に入るが、荷風は既に退職していた。与謝野晶子門下で作歌活動もした。慶應義塾大学文学部を卒業。
中国文学研究者として
卒業後は同学予科講師となり、次いで外務省北京在勤特別研究員として北京に留学した。戦時中は北京で北京輔仁大学教授を兼任した。
戦後、1948年に慶應義塾大学文学部教授となった。研究のかたわら数多くの軽妙な随筆を記した。テレビ出演も多く軽妙洒脱な話術で人気があった。
1968年に死去。墓所は港区長谷寺にある。

## 研究内容・業績
- 専門は中国文学。
- 慶應義塾での指導学生には村松暎がいる。慶應義塾と文化学院では後の作家・野口冨士男に漢文を教えたという[5]。作家では草森紳一も弟子である。

## 家族
- 父・奥野幸吉（1870-1920年）- 陸軍少将
- 母・政子 (1878-1923) - 子爵橋本綱常の娘。橋本左内の姪。
- 前妻・智恵子（1936年没） - 旧姓・坂東。孝宮和子内親王の乳人。
- 長女・檀（まゆみ、1925年生）
- 長男・正哉（1929年生）
- 後妻・薫 - 北京三条胡同東亜病院長八木繁雄の妹。先妻が没した翌1937年に婚約、翌年戸川秋骨の媒酌で結婚。
- 二男・燕児（1938年生）[6]

## 著作
著書
- 『随筆北京』第一書房 1940
  - 新版：平凡社東洋文庫 1990
- 『北京襍記』二見書房 1944
- 『幻亭雑記』世界文庫 1947
- 『日時計のある風景』文藝春秋新社 1947
- 『随筆東京』東和社 1951
- 『北京留学』読売新聞社 1952
- 『柘榴の庭』筑摩書房 1952
- 『こんにゃく横丁』文藝春秋新社 1953
- 『竜の横顔』要書房 1954
- 『花寂しくして』河出書房 1955
- 『福沢諭吉』金子書房「少年少女新伝記文庫」1955、新版 1975
- 『亭主の月給袋』新潮社 1956
- 『文学みちしるべ』新潮社 1956
- 『随筆 かじけ猫』章文社 1957
- 『藝文おりおり草』春秋社 1958
  - 新版：平凡社東洋文庫 1992
- 『女妖啼笑－はるかな女たち』講談社 1959／講談社文芸文庫 2002
- 『浮世くずかご』講談社 1960
- 『紅豆集』桃源社 1962
- 『中国艶ばなし』文藝春秋新社 1963
- 『おもちゃの風景』三月書房 1964
- 『町恋いの記』三月書房 1967
- 『現代交際論 円満な人間関係』オリオン出版社 1967
- 『詠物女情』新潮社 1968
- 『中国文学十二話』日本放送出版協会〈NHKブックス〉1968[7]
- 『故都芳艸』論創社 1984
- 『東京暮色』論創社 1984。須田正一編
- 『玩具の記憶』論創社 1996。須田正一編
- 『奥野信太郎 中国随筆集』慶應義塾大学出版会 1998 - 選書判
- 『荷風文学みちしるべ』岩波現代文庫 2011 - 近藤信行編 「荷風論」を集成

著作集
- 『奥野信太郎集 現代知性全集 7』日本書房 1958
  - 復刻『奥野信太郎』「日本人の知性 15」学術出版会 2010
- 『奥野信太郎 著作と回想』三田文学編 1971 - 二分冊・非売品
- 『奥野信太郎随想全集』（全6巻・別巻1）福武書店 1984[8]

1. 随筆北京
2. 随筆東京
3. はるかな女たち
4. 文学みちしるべ
5. 知友回憶
6. 浮世くずかご

別巻 見たもの聞いたもの
翻訳
- 『支那文学新選』西川寧共編、武蔵野書院 1930
- 『蒙求校本 李瀚』上中下 慶應義塾出版局 1935-36
- 『紅楼夢』魚返善雄共編、好学社 1948
- 『水滸伝』施耐庵 主婦之友社 1951（少年少女名作家庭文庫）
- 『ちやお・つうゆえ』老舎、筑摩書房 1952
- 『ほくろの位置について 世界艶笑譚』小西茂也共編訳、六興出版社 1953
- 『新・十八史略物語』全13巻 佐藤春夫・増田渉共編、河出書房 1956
- 『中国名言集』編訳、河出書房新社 1963

編著
- 『三田にひらめく三色旗 慶應義塾90年』鱒書房 1955
- 『世界逸話全集』全4巻 河盛好蔵共編、東京創元社 1958-59
- 『酒』春陽堂書店 1958
- 『女』春陽堂書店 1958
- 『東京味覚地図』河出書房新社 1958
- 『おんなの有料道路 竹内寿恵対談』オリオン社出版部 1961
- 『酒呑み物語』柴田書店 1963
- 『東京うまい店二〇〇店』柴田書店 1963
- 『式辞挨拶の事典』集英社 1968